# Баклаков, Василий Ильич
Василий Ильич Баклаков (1 февраля 1902 года, с. Поповичи, ныне Целинный район, Алтайский край — 24 марта 1982 года, Москва) — советский военачальник, участник Великой Отечественной войны, Герой Советского Союза (23.09.1944). Генерал-майор (13.09.1944).

## Молодость и начало службы
Василий Ильич Баклаков родился 1 февраля 1902 года в селе Поповичи ныне Целинного района Алтайского края в крестьянской семье. Работал на сельскохозяйственных работах, батраком.
В мае 1924 года был призван в ряды РККА Солтонским районным военкоматом. Окончил полковую школу 108-го стрелкового полка 36-й стрелковой дивизии Сибирского военного округа в 1925 году, после чего служил в этом полку до сентября 1929 года младшим командиром. В 1927 году вступил в ряды ВКП(б). В 1929 году направлен на учёбу. 
В 1930 году окончил Иркутские курсы подготовки командиров пехоты РККА, после чего с июня 1930 года служил в 18-м отдельном стрелковом батальоне 6-го отдельного стрелкового полка Сибирского военного округа: командиром стрелкового взвода, командиром взвода полковой школы, командиром роты. С декабря 1934 года служил в 71-й стрелковой дивизии Сибирского ВО: командир роты и помощник командира батальона 213-го стрелкового полка (Бийск), с июня 1936 — начальник полковой школы 212-го стрелкового полка (Ленинск-Кузнецкий). В 1936 году без отрыва от службы закончил неполную среднюю школу, а с ноября 1937 по август 1938 года учился на Высших стрелково-тактических курсах усовершенствования командного состава пехоты «Выстрел». После успешного окончания курсов служил командиром разведроты 212-го стрелкового полка. С сентября 1940 — командир отдельного разведывательного батальона 133-й стрелковой дивизии (Новосибирск). 
Принимал участие в советско-финской войне. В январе 1940 года капитан Баклаков по приказу командующего округом в кратчайшие срок сформировал в Новосибирске 27-й отдельный лыжный батальон и уже в конце месяца выехал с ним на фронт. Батальон воевал на ухтинском направлении, после подписания перемирия вернулся в Сибирь и был расформирован. Баклаков в мае 1940 года назначен командиром учебного батальона Бийских командных курсов усовершенствования командиров запаса. С января 1941 года — командир разведывательного батальона 107-й стрелковой дивизии Сибирского ВО. 

## Великая Отечественная война
В июле 1941 года майор Баклаков с дивизией прибыл в действующую армию Великой Отечественной войны. Дивизия вошла в состав 53-го стрелкового корпуса 24-й армии Фронта резервных армий (с конца июля — Резервный фронт), принимала активное участие в Смоленском оборонительном сражении и в Ельнинской наступательной операции. В бою в районе Ельни 1 сентября 1941 года Баклаков был тяжело ранен и лечился в госпиталях до января 1942 года.
После лечения командовал учебным батальоном в Барнаульском пехотном училище, с июня 1942 года — 104-м запасным стрелковым полком 39-й запасной стрелковой бригады Сибирского ВО (Омск).
В сентябре 1942 года был назначен на должность командира сформированной в Барнауле 28-й отдельной лыжной бригады, во главе которой в январе 1943 года прибыл в 65-ю армию Центрального фронта. Участвовал в Севской наступательной операции.
После расформирования бригады в мае 1943 года подполковник Баклаков был назначен на должность заместителя командира по строевой части 37-й гвардейской стрелковой дивизии 65-й армии Центрального фронта. на этом посту в июле-августе 1943 года в составе 18-го стрелкового корпуса Баклаков принимал участие в Курской битве и в Орловской наступательной операции (в последней операции дивизия успешно прорвала укреплённую оборону противника, освободила города Дмитровск-Орловский и Севск), в Черниговско-Припятской, Гомельско-Речицкой и Калинковичско-Мозырской наступательных операциях.
31 января 1944 года Баклаков был назначен на должность командира 218-й стрелковой дивизии 27-го стрелкового корпуса 65-й армии Белорусского фронта. В конце февраля 1944 года дивизия убыла в резерв, а в мае передана на 1-й Украинский фронт.
Командир 218-й стрелковой дивизии (120-й стрелковый корпус, 3-я гвардейская армия, 1-й Украинский фронт) полковник В. И. Баклаков проявил исключительное мужество и талант командира в Львовско-Сандомирской наступательной операции. Его дивизия в июле-августе 1944 года стремительно наступала по Западной Украине и освободила ряд населённых пунктов. В районе посёлка Торчин (Луцкий район, Волынская область, Украинская ССР), где противник занял укреплённую оборону, в ночь на 7 июля дивизией была взята господствующая высота 242,2, что обеспечило прорыв обороны противника. Затем с ходу прорвав вторую линию обороны противника, дивизия освободила Владимир-Волынский и вышла к реке Западный Буг, которую форсировала и освободила город Хрубешув (Польша).
К 1 августа 1944 года дивизия вышла к Висле севернее города Сандомир. В ночь на 3 августа Баклаков вместе с первым эшелоном дивизии форсировал через основное русло реки, захватив плацдарм на острове. Ночью 7 августа дивизия выбила противника с острова. Баклаков в составе первой группы переправился с острова на западный берег реки, где руководил расширением плацдарма, а также переправой дивизии через реку. Дивизия захватила на плацдарме господствующую высоту 202,7. В этом бою Баклаков был тяжело ранен, но остался и продолжил руководить боем. После прихода приказа сдать командование дивизией и эвакуироваться в госпиталь Баклаков переправился на восточный берег Вислы. За эту операцию представлен к званию Героя Советского Союза.
13 сентября 1944 года ему было присвоено воинское звание «генерал-майор».
Указом Президиума Верховного Совета СССР от 23 сентября 1944 года за умелое командование дивизией и мужество, проявленное в боях, гвардии генерал-майору Василию Ильичу Баклакову присвоено звание Героя Советского Союза с вручением ордена Ленина и медали «Золотая Звезда» (№ 4465).
После своего второго тяжелого ранения ему пришлось лечиться до января 1945 года. После выздоровления зачислен слушателем в Высшую военную академию имени К. Е. Ворошилова.

## Послевоенная служба

Могила Баклакова на Кунцевском кладбище Москвы.

Окончил академию в январе 1946 года и был назначен командиром 152-й стрелковой дивизии Барановичского (с марта 1946 — Белорусского) военного округа. С июля 1946 — заместитель командира 41-го стрелкового корпуса, с августа — командир 48-й гвардейской стрелковой дивизии. С апреля 1948 года состоял в распоряжении командующего войсками Белорусского ВО.
В июне того же 1948 года вышел в отставку.
Жил в Москве. Василий Ильич Баклаков умер 24 марта 1982 года. Похоронен на Кунцевском кладбище (участок 9-3).

## Награды
- Медаль «Золотая Звезда» Героя Советского Союза (23.09.1944);
- Орден Ленина (23.09.1944);[2]
- Три ордена Красного Знамени (15.05.1943, 14.10.1943, 3.11.1944);
- Орден Суворова 2-й степени (25.08.1944);
- Медали СССР.